# Rita Wandrey
Rita Wandrey (* 13. Oktober 1938) ist eine ehemalige deutsche Basketballspielerin.

## Leben
Die auf Vereinsebene beim Berliner TSC spielende Wandrey wurde insgesamt 61 Mal in die Nationalmannschaft der Deutschen Demokratischen Republik berufen. 1966 gewann sie in Rumänien die Bronzemedaille bei der Europameisterschaft. Sie nahm auch an der EM 1968 teil. Wandrey, die in Berlin als Sportlehrerin tätig war, wurde die Auszeichnung „Meister des Sports“ verliehen.